# Bàral nan
El bàral nan (Pseudois schaeferi) és una espècie amenaçada de caprí nadiua de la Xina interior i el Tibet. Viu als pendents baixos àrids i herbosos de la part superior de la gorja del Iang-Tsé, al comtat de Batang de la província de Sichuan i una petita part de la Regió Autònoma del Tibet, on se'l coneix pel nom local rong-na.